# Kisgörbő, Zala
Kisgörbő  este un sat în districtul Zalaszentgrót, județul Zala, Ungaria, având o populație de 177 de locuitori (2011). 

## Demografie
Componența etnică a satului Kisgörbő
     Maghiari (76,88%)
     Romi (17,74%)
     Germani (5,38%)
Componența confesională a satului Kisgörbő
     Romano-catolici (63,84%)
     Fără religie (9,04%)
     Reformați (1,69%)
     Necunoscută (25,42%)
Conform recensământului din 2011, satul Kisgörbő avea 177 de locuitori. Din punct de vedere etnic, majoritatea locuitorilor (76,88%) erau maghiari, existând și minorități de romi (17,74%) și germani (5,38%).  Din punct de vedere confesional, majoritatea locuitorilor (63,84%) erau romano-catolici, existând și minorități de persoane fără religie (9,04%) și reformați (1,69%). Pentru 25,42% din locuitori nu este cunoscută apartenența confesională.